# Naveil
Naveil [navɛj] ist eine französische Gemeinde mit 2439 Einwohnern (Stand: 1. Januar 2022) im Département Loir-et-Cher in der Region Centre-Val de Loire; sie gehört zum Arrondissement Vendôme und zum Kanton Montoire-sur-le-Loir. Die Einwohner werden Naveillois genannt.

## Geographie
Naveil ist eine Banlieue südwestlich von Vendôme am Loir. Naveil wird umgeben von den Nachbargemeinden Villiers-sur-Loir im Norden und Nordwesten, Vendôme im Norden und Osten, Villerable im Süden und Südosten, Marcilly-en-Beauce im Süden und Südwesten sowie Thoré-la-Rochette im Westen.

## Bevölkerungsentwicklung
| Jahr      | 1962 | 1968 | 1975 | 1982 | 1990 | 1999 | 2006 | 2018 |
| Einwohner | 1259 | 1368 | 1358 | 1657 | 1855 | 1833 | 1989 | 2386 |

## Sehenswürdigkeiten
- Kirche Saint-Gervais-et-Saint-Protais aus dem 11. Jahrhundert mit An- und Umbauten aus dem 16. und 18. Jahrhundert
- Polissoirs von Mondétour
- Rathaus
- Schloss Prépatour
- Waschhäuser

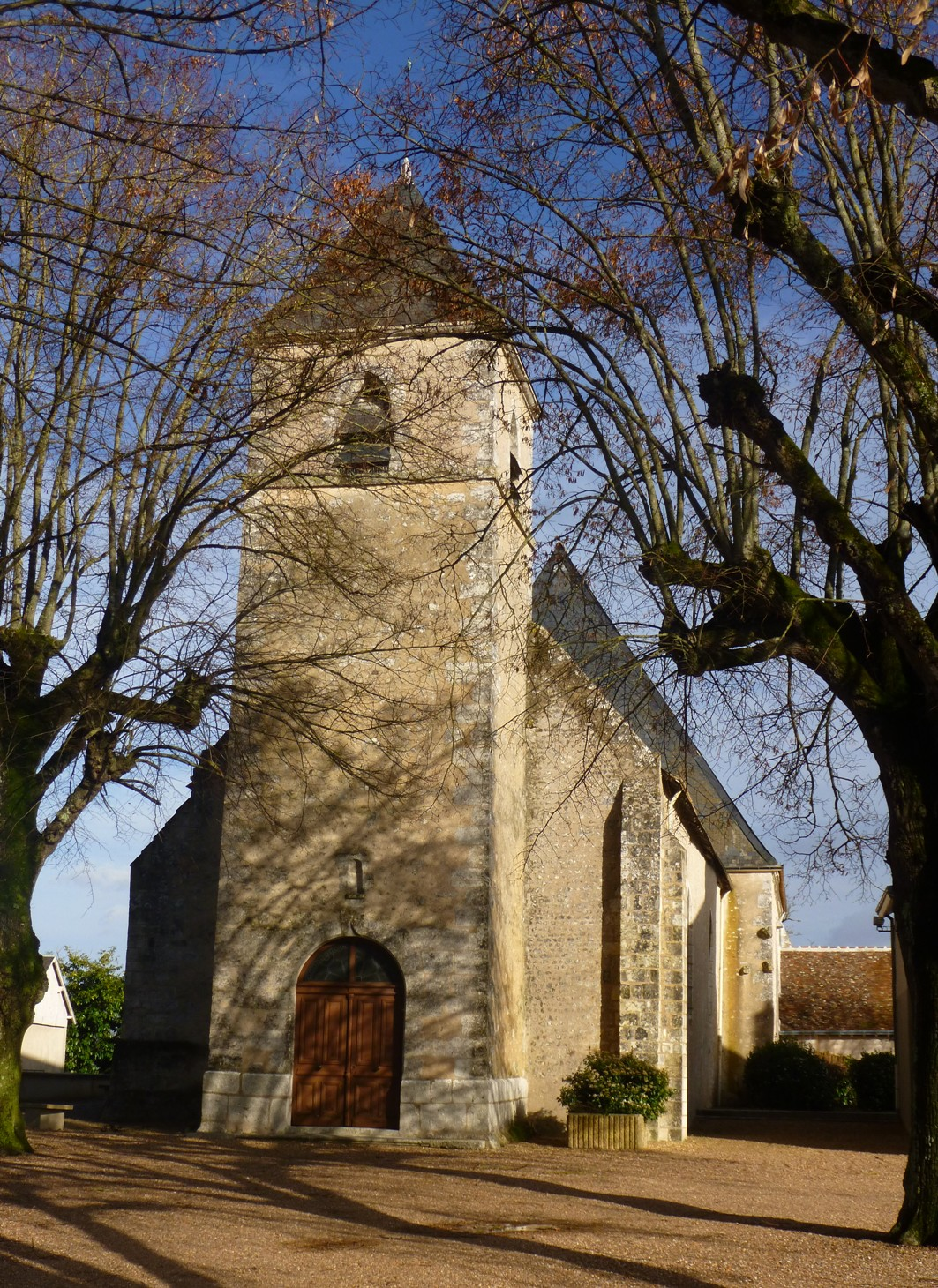
Kirche Saint-Gervais-et-Saint-Protais
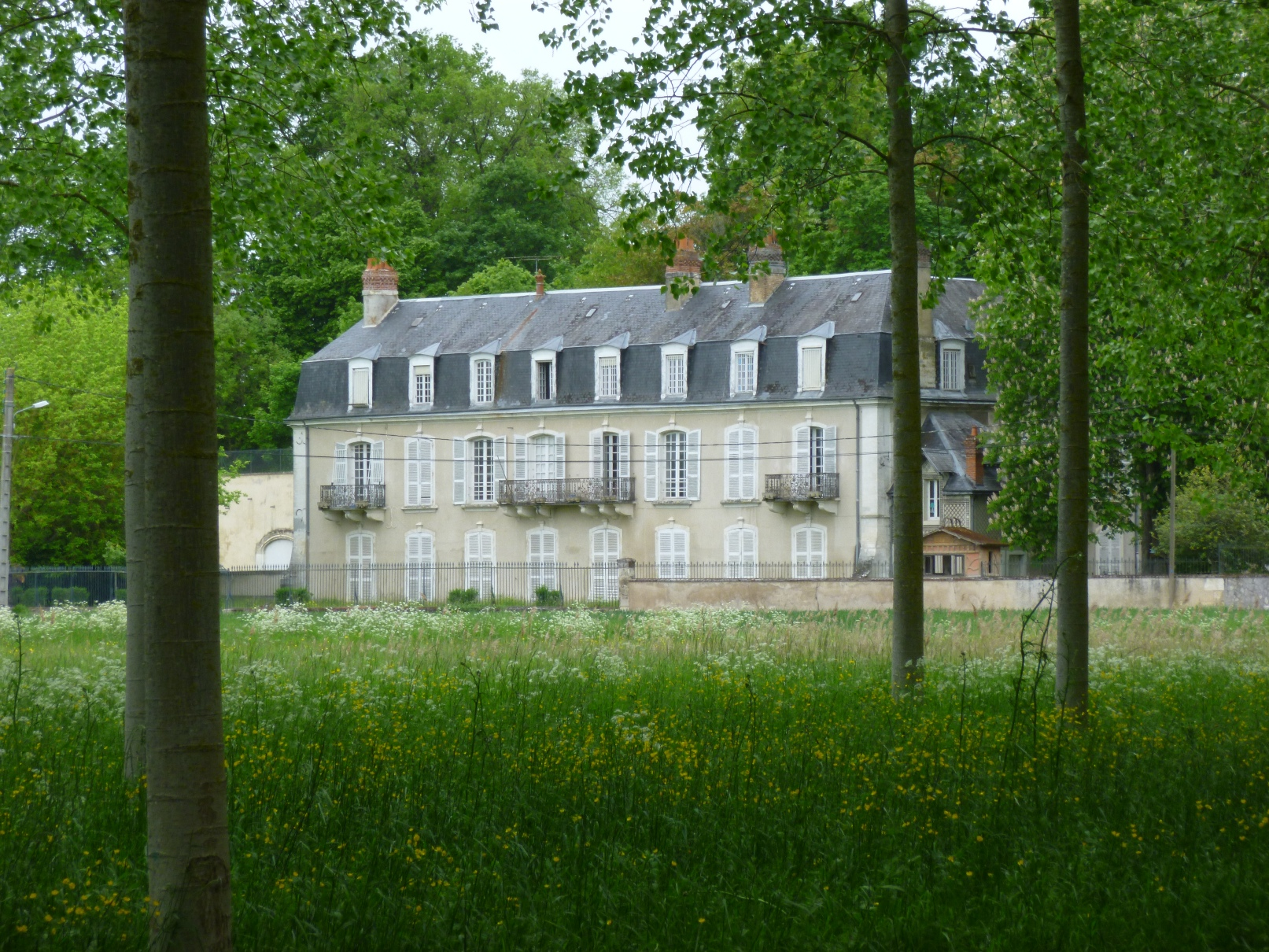
Schloss Prépatour
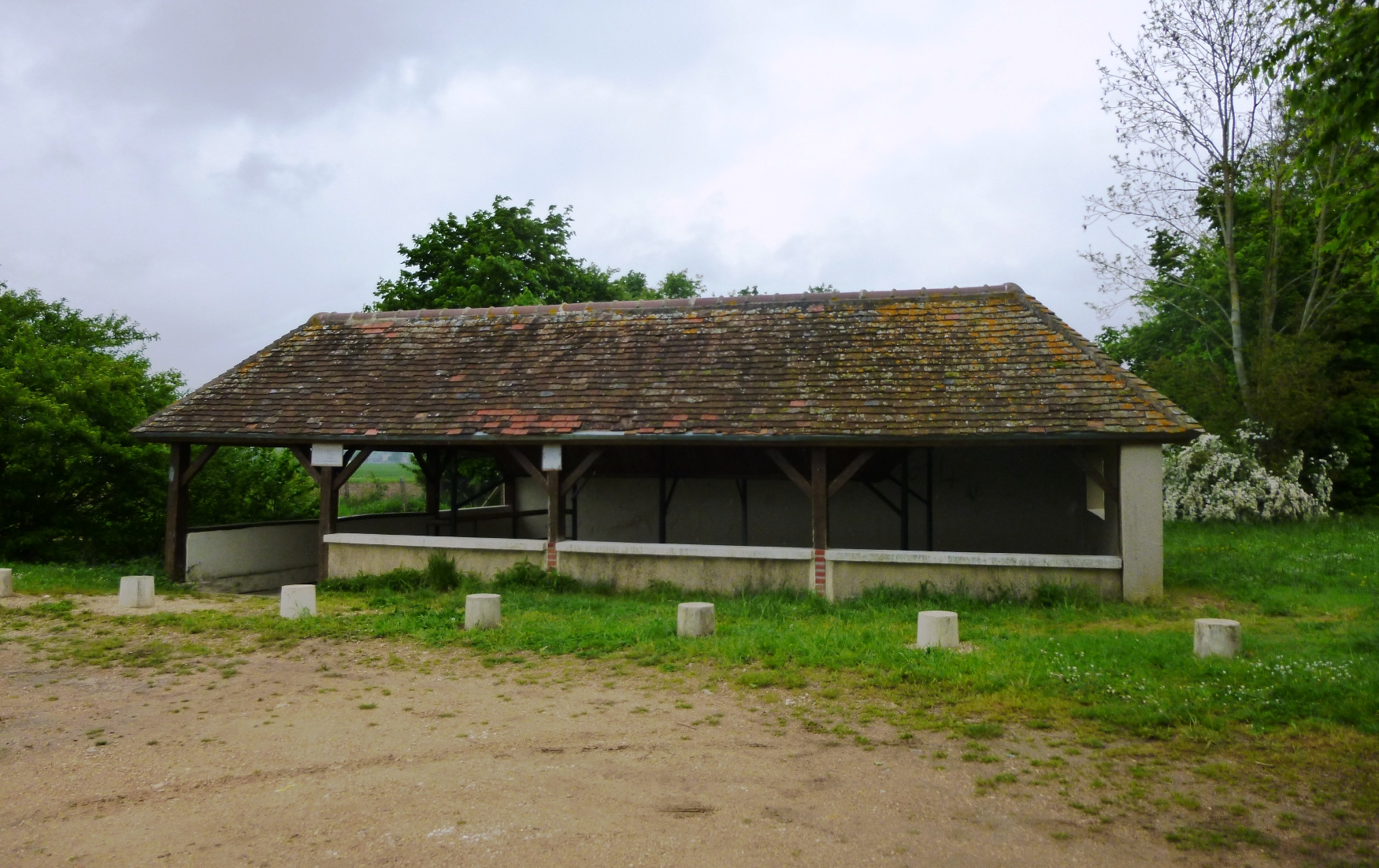
Waschhaus von Brennière
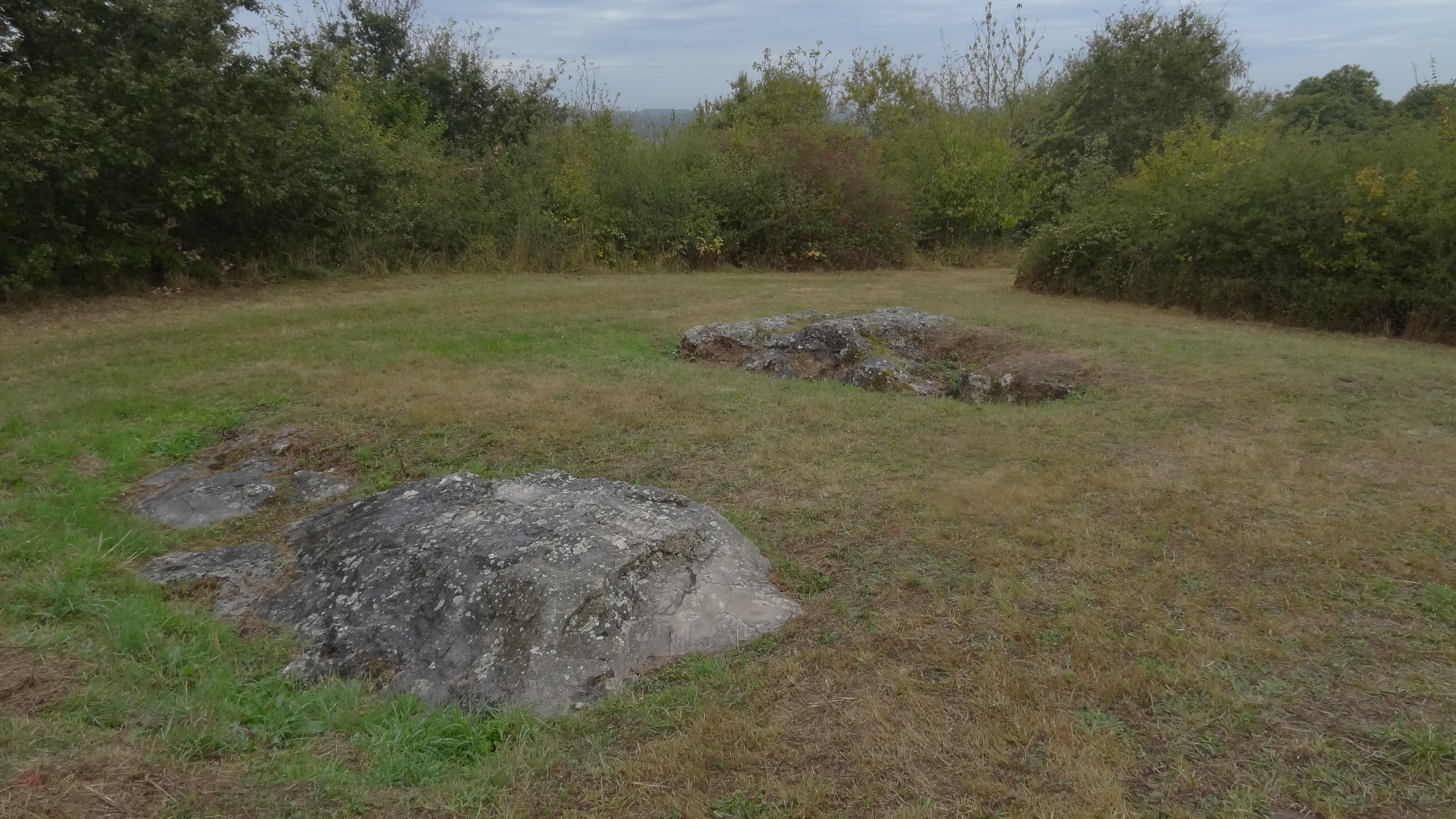
Polissoirs von Mondétour